# باباكوسة عليا (مقاطعة دالاهو)
باباكوسة عليا (بالفارسية: باباکوسه علیا) هي قرية تقع في كرمانشاه في إيران. يقدر عدد سكانها بـ 82 نسمة بحسب إحصاء 2016.